# Ciągłość zasilania
Ciągłość zasilania (ang. continuity of supply) – zdolność sieci przesyłowej i rozdzielczej do zapewnienia uzgodnionej wielkości dostawy lub odbioru energii elektrycznej o określonej jakości i niezawodności. Ciągłość dostaw i odbioru energii związana jest ze zbilansowaniem podaży mocy ze źródeł wytwórczych i z innych sieci z zapotrzebowaniem podmiotów przyłączonych do sieci. Ciągłość dostaw i odbioru energii przedsiębiorstwo sieciowe zapewnia przez utrzymanie odpowiednich rezerw i odpowiedniej struktury sieci. 
Ciągłość zasilania sieci zależy zarówno od parametrów zawodnościowych poszczególnych jej elementów, jak i od układu zasilania.
Ciągłość zasilania jest jednym z podstawowych parametrów charakteryzujących jakość obsługi odbiorców energii elektrycznej. Wynika to głównie ze wielkości kosztów będących
konsekwencją niedostarczenia energii, które ponoszone są przez odbiorców w rezultacie przerw w
zasilaniu – zwłaszcza przerw niezapowiedzianych.

## Wskaźniki ciągłości zasilania
Wskaźniki ciągłości dostaw energii mogą być wyznaczane dla całego kraju, regionu, dla operatora sieci, obwodu zasilającego czy indywidualnego odbiorcy.
Ze względu na odmienny charakter i konfiguracje sieci przesyłowej do opisu
ilościowego ciągłości dostaw energii w tej sieci stosowane inne wskaźniki są ni. w sieci dystrybucyjnej. Najczęściej stosowane wskaźniki charakteryzujące ciągłość dostaw energii w sieci przesyłowej to:
- AIT (Average Interruption Time) - średni czas przerwy
- AIF (Average Interruption Frequency) - średnia częstość przerw
- AID (Average Interruption Duration)
- SARI (System Average Restoration Index)

Najczęściej stosowane wskaźniki ciągłości dostaw energii dla sieci dystrybucyjnej:
- SAIDI (System Average Interruption Duration Index)
- SAIFI (System Average Interruption Frequency Index)
- CAIDI (Customer Average Interruption Duration Index)

Mimo dostrzegalnej potrzeby ujednolicania wskaźników dla celów porównawczych stosowane są też inne wskaźniki różniące się nieco sposobem wyznaczania i normalizacji bądź zakresem zastosowania takie jak:
- CI (wskaźnik ciągłości zasilania) (Customer Interruptions) - Przerwa odbiorcy
- CML ((wskaźnik ciągłości zasilania) (Customer Minutes Lost) - Czas przerwy odbiorcy
- ASIDI (Average System Interruption Duration Index)
- T-SAIDI (Transformer SAIDI)
- T-SAIFI (Transformer SAIFI)
- ASIFI (Average System Interruption Frequency Index)
- CAIFI (Customer Average Interruption Frequency Index)
- CTAIDI (Customer Total Average Interruption Duration Index)
- ENS (wskaźnik ciągłości zasilania) (Energy Not Supplied) - Energia niedostarczona odbiorcom na skutek przerw w zasilaniu
- TIEPI (equivalent interruption time related to the installed capacity)
- NIEPI (equivalent number of interruptions)
- END (Energy Not Distributed)